# Anthony Panizzi
Sir Antonio Genesio Maria Panizzi, KCB (Brescello, 16 de setembro de 1797 – Londres, 8 de abril de 1879), mais conhecido como Anthony Panizzi, foi um bibliotecário, nascido na Itália e naturalizado britânico. Entre os anos de 1856 a 1866, foi o bibliotecário principal do Museu Britânico. Considerado um dos bibliotecários mais célebres de todos os tempos, foi também um patriota profundamente comprometido e dedicado à causa da unificação da Itália.

## Biografia
Panizzi nasceu em Brescello, no Ducado de Modena e Reggio (atualmente província de Régio da Emília), Itália, em 16 de setembro de 1797, filho de Luigi Panizzi, um apotecário, e Caterina Gruppi. Estudou no Liceu de Reggio, onde foi iniciado no mundo dos livros pelo padre Gaetano Fantuzzi, professor de gramática e retórica que dirigia a Biblioteca Pública de Reggio Emilia. Em 1818, obteve a graduação em direito da Universidade de Parma. Seus professores e amigos Ambrogio Berchet e Angelo Pezzana foram seus maiores influenciadores. A partir deles, adquiriu e assimilou visões e teorias sobre a organização e gestão de bibliotecas. Ele foi nomeado Inspetor de Escolas Públicas em Brescello. Foi nessa época que foi acusado de ser um membro da Carbonária, uma sociedade secreta que se opunha ao regime político da época. A evidência sugeriria que a acusação era verdadeira.
Acredita-se que, no início da década de 1820, Panizzi tenha se envolvido com a sociedade secreta do Sublimi Maestri Perfetti, fundada por seu amigo Claudio Linati, que tinha vínculos com a Carbonária, cujo objetivo principal era a liberdade, a unidade e a independência dos habitantes da Itália e a derrota e expulsão de todos os invasores estrangeiros do solo italiano. Em outubro de 1822, em meio à agitação política na Itália, Panizzi foi avisado de que enfrentaria prisão e julgamento como subversivo. O risco foi enfrentado por muitos carbonários enquanto, em Viena, Metternich orquestrava as políticas repressivas de regimes fantoches no nordeste e centro da Itália. Atravessando a Itália, Panizzi finalmente chegou a Ticino (Suíça). Em 1823, ele escreveu e publicou um livro condenando o regime repressivo e os julgamentos contra cidadãos do Ducado de Modena, Dei Processi e delle Sentenze contra gli imputati di Lesa Maestà e di aderenza alle Sette proscritte negli Stati di Modena. Após a publicação do livro, ele foi indiciado, julgado e condenado à morte à revelia em Modena, e pressão foi feita para que ele fosse expulso da Suíça.
Em maio de 1823, Panizzi mudou-se para a Inglaterra, sem saber uma palavra de inglês. Aproximou-se da comunidade de exilados políticos vindos da Itália e manteve uma amizade próxima com o escritor Santorre Santa Rosa, além dos poetas Thomas Campbell e Ugo Foscolo. No verão de 1823, mudou-se para Liverpool, levando uma carta de recomendação escrita por Ugo Foscolo para William Roscoe, um patrono e admirador da cultura italiana, principalmente da literatura. Com o auxílio de Roscoe e de outros amigos, William Shepherd e Francis Haywood, Panizzi começou a escrever e dar palestras em inglês sobre a literatura do renascimento italiano na Liverpool Royal Institution. Em 1826, Panizzi conheceu o advogado e figura política Henry Brougham e, posteriormente, o ajudou a conseguir uma acusação bem-sucedida no famoso julgamento de sequestro de Wakefield. Quando Brougham se tornou Lorde Chanceler da Inglaterra, ele obteve para Panizzi a cátedra de italiano na recém-fundada Universidade de Londres (atualmente University College London), e mais tarde o cargo de bibliotecário assistente extra na biblioteca do Museu Britânico.
Em 1832, Panizzi obteve a cidadania britânica. Panizzi ocupou uma série de cargos na instituição: bibliotecário assistente (1831-1837), guardião de livros impressos (1837-1856) e, finalmente, bibliotecário principal (1856-1866). Por seus extraordinários serviços como bibliotecário, em 1869 ele foi nomeado cavaleiro pela Rainha Vitória, tornando-se Cavaleiro Comandante da Ordem do Banho.
A biblioteca do Museu Britânico era a biblioteca nacional do Reino Unido em tudo, menos no nome. Durante o mandato de Panizzi como Guardião de Livros Impressos, seu acervo aumentou de 235.000 para 540.000 volumes, tornando-se a maior biblioteca do mundo na época. Seu famoso salão circular de leitura foi projetado e construído pelo arquiteto Sydney Smirke a partir de um esboço desenhado por Panizzi. O novo salão de leitura foi inaugurado em 1857. A biblioteca do Museu Britânico formou a maior parte do que se tornou a Biblioteca Britânica em 1973 e o Salão de Leitura "Redondo" esteve em uso até 1997, quando a biblioteca mudou-se para seu local atual em St. Pancras.
Durante seu mandato na biblioteca, Panizzi se envolveu em muitas controvérsias. Sua nomeação como Guardião de Livros Impressos foi recebida com críticas devido à origem italiana de Panizzi: alguns achavam que um inglês deveria ser o responsável pela instituição nacional. Outras fontes afirmavam que havia sido "visto nas ruas de Londres vendendo camundongos brancos".
Panizzi também teve uma longa disputa com o historiador Thomas Carlyle. Enquanto Carlyle trabalhava em seu livro The French Revolution: A History, o historiador reclamou em um artigo da revista Westminster Review que "um certo sub-bibliotecário" não havia sido muito útil para ele, restringindo o acesso a documentos não catalogados mantidos pelo Museu Britânico. Panizzi nunca esqueceu a ofensa e quando Carlyle, agora trabalhando na biografia de Oliver Cromwell, solicitou o uso de uma sala privada na biblioteca para suas pesquisas, o pedido foi negado. Apesar das queixas de alto nível, Carlyle perdeu a discussão; e ele e seus apoiadores abriram sua própria biblioteca de assinatura independente, a Biblioteca de Londres.

## 91 regras de catalogação
Panizzi recebeu a tarefa de catalogar panfletos revolucionários franceses que haviam sido encadernados e não catalogados separadamente. Muitos deles foram escritos anonimamente ou por autores que usaram pseudônimos, dificultando a tarefa de catalogação. Panizzi começou a formular regras especiais para livros anônimos, que foram incorporadas às suas “91 regras de catalogação”. Com o aumento das aquisições cada vez mais difíceis de abrigar e catalogar, sentiu-se a necessidade de um novo tipo de controle bibliográfico. Panizzi desenvolveu uma série de regras que reproduziam as relações da obra com os demais autores no processo de criação dentro do catálogo, de modo que bibliotecários e leitores pudessem rastreá-las, tornando o catálogo um instrumento de descoberta. Essas regras serviram de base para todas as regras de catálogo subsequentes dos séculos XIX e XX, e estão na origem do ISBD e de elementos da catalogação digital como Dublin Core. Panizzi teve que desistir de seu conceito de "entrada principal corporativa" para que seu código de 91 regras fosse aprovado. A ideia de autoria corporativa de Panizzi veio à atenção do público mais tarde, através do código de Charles C. Jewett para o catálogo da Smithsonian Institution, em 1850.
Panizzi também foi influente na aplicação da lei de depósito legal de 1842, que exigia que as editoras britânicas depositassem na biblioteca uma cópia de cada livro impresso na Grã-Bretanha.

Panizzi foi um forte defensor do acesso livre e igualitário ao aprendizado, evidente na citação abaixo:
Eu quero que um estudante pobre tenha os mesmos meios de satisfazer sua curiosidade erudita, de seguir suas atividades racionais, de consultar as mesmas autoridades, de sondar a mais intrincada investigação como o homem mais rico do reino, no que diz respeito aos livros, e eu sustento que o Governo é obrigado a dar-lhe a assistência mais liberal e ilimitada a este respeito.